# Binaschi
Binaschi je priimek več oseb:    
- Angelo Binaschi, italijanski nogometaš
- Gaudenzio Binaschi, italijanski rimskokatoliški škof